# Шторль, Давид
Давид Шторль (нем. David Storl, род. 27 июля 1990 года) — немецкий толкатель ядра, двукратный чемпион мира (2011, 2013), трёхкратный чемпион Европы (2012, 2014, 2016), чемпион Европы в помещении 2015, вице-чемпион Олимпийских игр 2012 года.

## Биография и карьера
Родился в городе Рохлиц. Заниматься лёгкой атлетикой начал в раннем возрасте. Первоначально специализировался в десятиборье. После смерти своего тренера в 2006 году, был вынужден перейти на толкание ядра. Впервые на международной арене выступил в 2006 году, когда выиграл золотую медаль в толкании на чемпионате мира среди юношей в Остраве. Его победный результат 21,40 м стал личным рекордом, а также рекордом Германии среди юношей. На следующий год победил на мировом первенстве среди юниоров в польском городе Быдгощ с результатом 21.08 м.
Принял участие на чемпионате мира 2009 года в Берлине. Однако выступил неудачно, всего лишь 28-е место с результатом 19,19 м. Самую яркую победу одержал на чемпионате мира 2011 года в Тэгу. Выиграл золотую медаль с результатом 21,78 м.
С 2008 по 2011 годы выигрывал чемпионат Германии среди юниоров. Трёхкратный победитель своей страны в толкании ядра среди юниоров. В 2011 году стал победителем чемпионата среди молодёжи. В 2009 году занял третье место на кубке Германии, в 2010 году второе место, а в 2011 году стал чемпионом.

## Мировой рекорд среди юниоров
20 декабря 2009 года установил мировой рекорд среди юниоров в толкании ядра в помещении — 22,35 м. Рекорд простоял 5 лет и был превзойдён 24 января 2015 года польским легкоатлетом Конрадом Буковецким.

## Бриллиантовая лига
- 2012:  Bislett Games — 20,69 м
- 2013:  Golden Gala — 20,70 м
- 2013:  Weltklasse Zürich – 21,19 м
- 2014:  Bislett Games – 21,08 м
- 2014:  Meeting Areva – 21,41 м
- 2014:  Glasgow Grand Prix – 21,38 м

## Достижения
| Дата                            | Соревнование                   | Город     | Место   | Результат      |
| ------------------------------- | ------------------------------ | --------- | ------- | -------------- |
| 2007                            | Чемпионат мира среди юношей    | Острава   | 1-е     | 21,40 м (5 кг) |
| 2008                            | Чемпионат мира среди юниоров   | Быдгощ    | 1-е     | 21,08 м (6 кг) |
| 2009                            | Чемпионат Европы среди юниоров | Нови-Сад  | 1-е     | 22,40 м (6 кг) |
| 2010                            | Чемпионат мира в помещении     | Доха      | 7-е     | 20,40 м        |
| 2010                            | Чемпионат Европы               | Барселона | 5-е     | 20,57 м        |
| 2011                            |                                |           |         |                |
| Чемпионат Европы среди молодёжи | Острава                        | 1-е       | 20,45 м |                |